# اویشچیه (شهرستان برانگوو)
اویشچیه (به لهستانی:  Ujście) یک روستا در لهستان است که در گمینا برانگوو واقع شده‌است. اویشچیه ۹ نفر جمعیت دارد.